# Zweitausendeins
Zweitausendeins ist eine 1969 in Frankfurt am Main gegründete, seit Juli 2011 in Leipzig ansässige deutsche Verlags- sowie Musik- und Buchhandelsfirma mit Direktvertrieb über den Versandhandel und in Kooperation mit lokalen Buchhandlungen. Von 1974 bis 2016 führte das Unternehmen mehrere eigene Ladengeschäfte in Deutschland, 2018 feierte die Leipziger Filiale Wiedereröffnung. Zum weiteren Angebot zählen auch Medien anderer Verlage sowie Bücher und CDs aus dem Ausland. Seit 2020 vertreibt Zweitausendeins seine Eigenverlagstitel teilweise auch direkt über den Buchhandel.

## Geschichte des Unternehmens

### Gründungsjahre
Der Zweitausendeins-Mitbegründer Lutz Reinecke arbeitete vor seiner Firmengründung beim Suhrkamp-Vertrieb, nachdem Siegfried Unseld in den 1960er Jahren auf den jungen Buchhändler Reinecke aufmerksam geworden war. 1968 fand während der Frankfurter Buchmesse eine Demonstration der APO gegen die Verleihung des Friedenspreises des deutschen Buchhandels an Léopold Sédar Senghor statt. Reinecke verließ spontan den Suhrkamp-Buchstand, nahm an der Demonstration teil und wurde daraufhin von Unseld entlassen. Bei einer späteren Begegnung mit Unseld räumte Reinecke ein, dass er „genauso“ gehandelt hätte.
Noch im selben Monat konnte Reinecke bei der Satire-Zeitschrift pardon arbeiten. Reinecke, ab 1983 verheirateter Kroth, und Walter Treumann, der damalige Geschäftsführer beim pardon-Verlag Bärmeier & Nikel, entwickelten ab September 1969 eine Merchandising-Abteilung, den pardon-shop. Als sich der pardon-Verlag 1971 auflöste, gliederten im April 1971 Reinecke und Treumann den Versand als ein eigenständiges Unternehmen in Frankfurt am Main aus. Der Betrieb wurde nach dem Kultfilm 2001: Odyssee im Weltraum benannt. Zunächst war es ein Vertrieb für Kuriosa und verramschte preisreduzierte Restauflagen von Büchern und Schallplatten. Bald danach begannen mit Erfolg die Nachdrucke von vergriffenen Büchern und Zeitschriften. Unter der Leitung des dritten Gesellschafters Wolfgang Müller (Ressort Musik) dehnte das Unternehmen sein Angebot auf Schallplatten aus.

### Programm und Werbung
Durch ihre gezielte und außergewöhnliche Programmauswahl und den unkonventionellen Stil der Kundenansprache wurde die Firma zu einem bedeutenden Verlag der 68er-Generation. „Der Verlag von Lutz Reinecke und Walter Treumann wurde zum Kraftwerk der Alternativkultur, das die Jugend der Republik bis tief in das flache Land unter subkulturellen Strom setzte.“ Das wichtigste Marketing-Mittel war der alle vier bis acht Wochen unter dem Titel Merkheft versandte kleinformatige Katalog. Das Merkheft führte Neuzugänge und einen Großteil der lieferbaren Backlist auf, deckte aber nicht das gesamte lieferbare Programm ab. „Guestwriter“ Bertel Schmitt verfasste vier Jahrzehnte lang anonym die Texte für das Hausorgan „Merkheft“. Es wurde zu einem Kultobjekt und zu einem Vorbild für viele Nachahmer.
Ein Markenzeichen des Merkhefts war das Editorial, das immer mit „Guten Tag“ begann. Den Abschluss bildete die kurze Schlusskolumne der Mitarbeiterin Annemarie Susemihl (1905–1997). Später wirkte sie auch als Sprecherin an einer Peter-und-der-Wolf-CD mit. Das „Merkheft“ war lange Zeit auf unüblich dünnem Papier gedruckt, schwarzweiß und in den konservativen Schriftarten Times New Roman und Univers 67 gehalten. Zum wirtschaftlichen Erfolg trug auch die aggressive Preispolitik mit oft außerordentlich stark verbilligten Sonderangeboten bei.
Später erweiterte sich das Buchangebot um sehr preisgünstige, von anderen Verlagen lizenzierte Neuausgaben und selbst verlegte Neuerscheinungen. Darunter waren Ausgaben vergessener Klassiker wie z. B. Boris Vian und Titel mit politischer und gesellschaftskritischer Thematik. Nach der Heirat von Lutz Reinecke mit der Fotografin Eva Kroth, deren Namen er 1983 annahm, öffnete sich das Angebot ökologischen und spirituellen Themen. Die kleinformatigen Buchklötze mit kompletten Zeitschriften-Nachdrucken (Kursbuch, Akzente) wurden von Franz Greno hergestellt. Dieser trennte sich später von Zweitausendeins, um einen eigenen Verlag zu gründen. Zweitausendeins gab aber weiterhin einen Teil der von ihm gestalteten Bücher heraus.

### Vertrieb

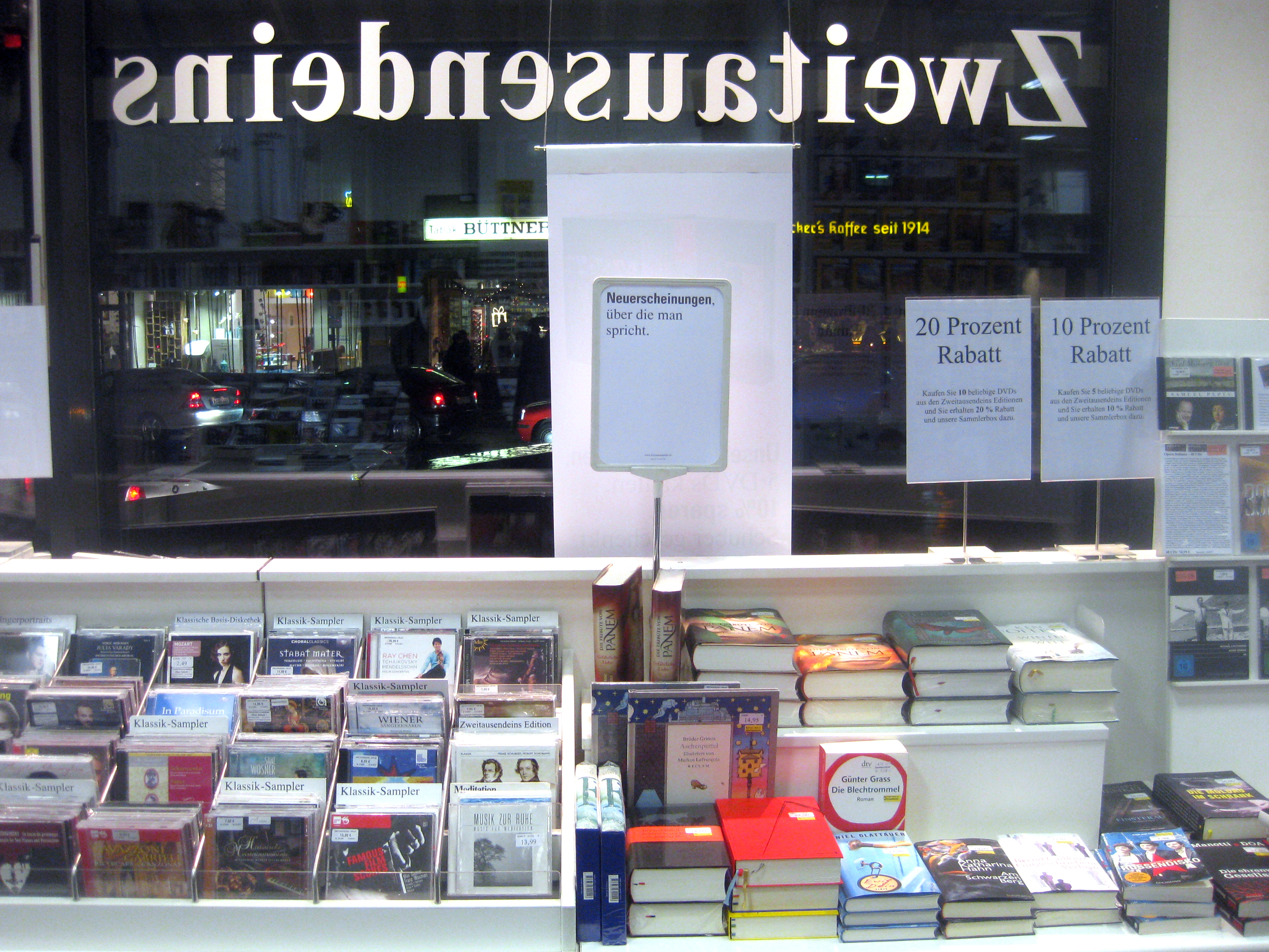
Sortiment der Frankfurter Filiale (2012)

Der Verlag vertrieb lange Zeit nicht über den Buchhandel, sondern nur direkt im Versand und später in eigenen Läden. Das erste Ladengeschäft öffnete 1974 in der Eschersheimer Landstraße 5–7 in Frankfurt am Main. 1979 zog es an den Kornmarkt 14 im Parkhaus Hauptwache um. Filialen in Berlin, Freiburg, Hamburg, Mannheim und Nürnberg folgten; zu den Blütezeiten des Unternehmens Mitte der 1990er waren es deutschlandweit 14 Geschäfte mit insgesamt über 200 Mitarbeitern. Erst seit 2006 gibt es „Partnershops“ in ausgewählten Buchhandlungen, meist in Universitätsstädten. Der Umsatz lag 2005 bei etwa 40 Millionen Euro, die Zahl der Mitarbeiter bei etwa 150. Die Zahl der Versandkunden bezifferte das Unternehmen zu Hochzeiten auf etwa eine Million. Da es in der Schweiz und in Österreich keine Zweitausendeins-Läden gibt, kann das Verlagsprogramm hier auch über den traditionellen Buchhandel bestellt werden.

### Ende und Neubeginn des Filialbetriebs

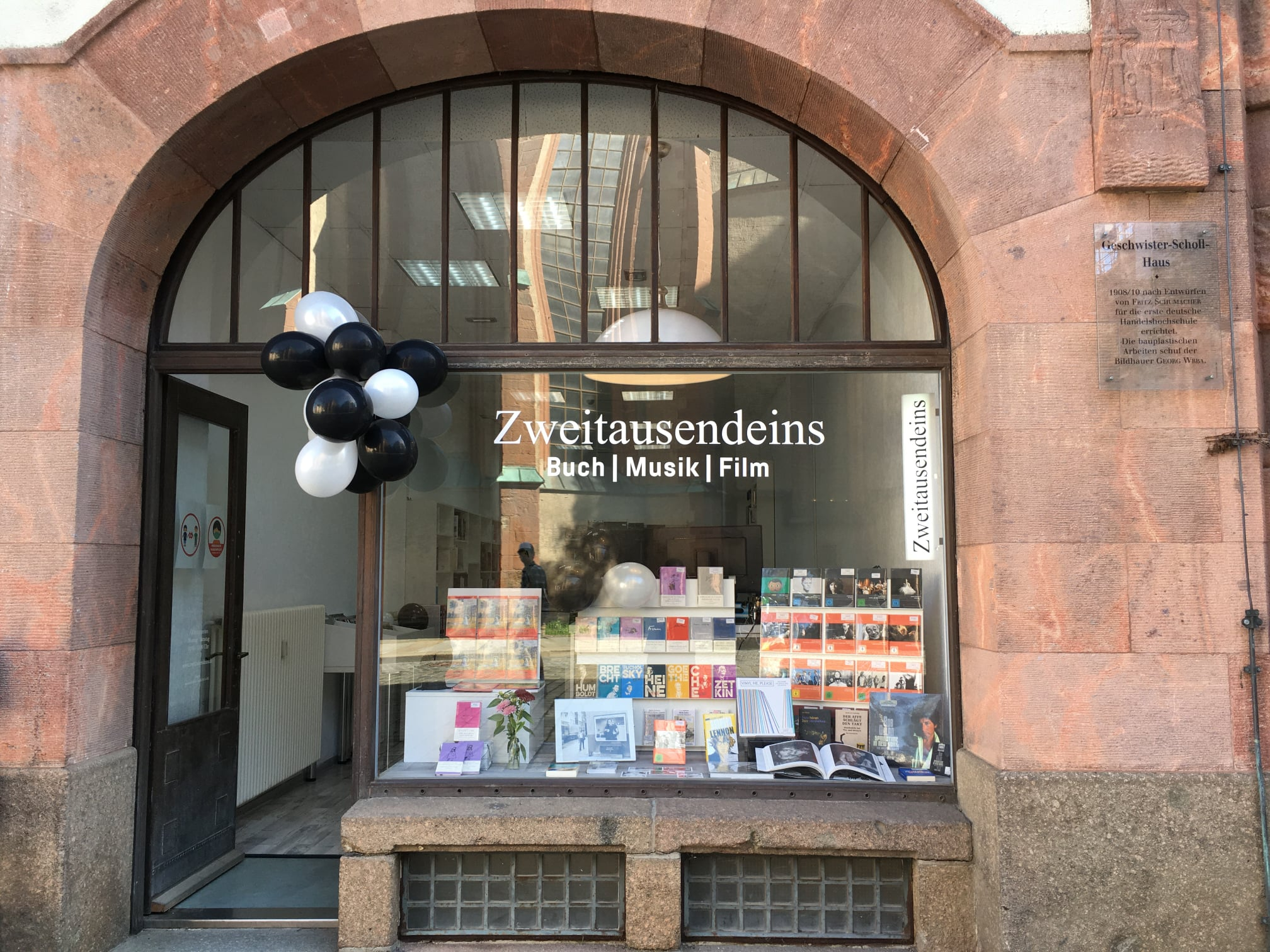
Zweitausendeins-Laden im Geschwister-Scholl-Haus in Leipzig (2021)